# Ихурия, Айзек
Айзек Ихурия (Isaac Ikhouria, р. 9 октября 1947) — боксёр из Нигерии, призёр Олимпийских игр.
Айзек Ихурия родился в 1947 году. В 1970 году принял участие в Играх Британского Содружества наций. В 1972 году на Олимпийских играх в Мюнхене завоевал бронзовую медаль в весовой категории до 81 кг. В 1973 году стал чемпионом Всеафриканских игр.